# Cliff Barnes
Cliff Barnes is een personage uit de Amerikaanse soapserie Dallas. De rol werd vertolkt door Ken Kercheval van aan de start van de serie tot aan het einde. Het personage van Cliff en dat van J.R. Ewing waren de enige die van het begin tot aan het einde meededen. In het begin was Cliff meer een nevenrol, in de eerste miniserie van vijf afleveringen speelde hij maar drie afleveringen mee. In 1996 nam hij de rol opnieuw op in de tv-film J.R. Returns. Ook kwam hij voor in de vervolgserie uit 2012. Zijn personage was gebaseerd op politicus Robert F. Kennedy maar evolueerde naarmate de serie vorderde. Cliff was zelf zijn grootste vijand en welk plan hij ook smeedde tegen zijn aartsvijand J.R., hij was hem nooit te slim af.